# Пешевина
Пешевина (серб. Пешевина / Peševina) — село в общине Власеница Республики Сербской Боснии и Герцеговины. Население составляет 47 человек по переписи 2013 года.